# Dirk Medved
Dirk Medved (15 de setembre de 1968) és un exfutbolista belga.

## Selecció de Bèlgica
Va formar part de l'equip belga a la Copa del Món de 1994.